# Senza-mente
I Senza-mente sono dei personaggi dei fumetti Marvel Comics, delle creature extradimensionali usate come pedine da numerosi maghi malvagi.

## Biografia

### Le origini
Giunto nella Dimensione Oscura per sfidare il terribile Dormammu, il Dottor Strange incontrò i primordiali Senza-mente, distruttive creature tenute sotto controllo solo dalla volontà del loro oscuro padrone. Durante il confronto tra i due maghi la concentrazione del malvagio venne a mancare e le creature iniziarono a portare distruzione nel regno costringendo Dormammu a chiedere aiuto al suo acerrimo nemico. Sarà nuovamente Strange ad affrontarli, prima da solo, per liberare l'amata Clea, ed in seguito affiancato da Difensori e Vendicatori, per fermare ancora una volta i piani di Dormammu.

### Nella tela del ragno
Successivamente, è il turno dell'Uomo Ragno, temporaneamente bandito nella Dimensione Oscura, di affrontare queste letali creature, grazie all'aiuto di Darkhawk e Sleepwalker, il tessiragnatele riuscirà a fronteggiarle ed impedire che lo seguano sulla Terra. Dopo una breve comparsata come sgherri del Dr. Mida e la partecipazione a uno dei diabolici piani del Dr. Destino, è di nuovo Spidey, affiancato da numerosi supereroi, a fronteggiare una vera e propria invasione di questi demoni in piena New York che verrà fermata solo grazie all'intervento di Strange.

### Nextwave e scorribande varie
Quando un emulo di Dormammu, Rorkannu, prende possesso dei Senza-mente li invia sulla Terra per sostituirli al genere umano, il suo folle piano verrà fermato dal supergruppo Nextwave.
I guai seguono le creature anche nella loro Dimensione, stavolta ad opera di Deadpool che ne stermina in gran quantità per fermare una temibile minaccia magica. In seguito i Senza-mente vengono reclutati dal loro creatore, il demone Plokta, e inviati a invadere Birmingham, toccherà a Capitan Bretagna fermarli. È poi la volta di Nova di scontrarsi con loro e con il loro mandante, un Senza-mente intelligente. In seguito, agli ordini del Barone Mordo, i Senza-mente si scontrano con alcuni membri di X-Factor. Sempre nella loro Dimensione, affrontano l'ira di Hulk, richiamato lì dal desiderio di Umar.

### Original Sin
Durante l'evento denominato Original Sin, un Senza-mente in grado di comunicare compare a New York dove si suicida a causa di qualcosa che ha visto, altrove, un gruppo di supercriminali si rende conto che anche gli altri membri della razza stanno evolvendo.

## Poteri e abilità
I Senza-mente sono in grado di sparare energia dal volto, inoltre, sono estremamente forti e resistenti alle ferite.